# Robbie Rivera
Robbie Rivera (właśc. Roberto Rivera; ur. 7 sierpnia 1973 w San Juan) – portorykański DJ i producent muzyczny. Jest jednym z najbardziej doświadczonych i rozpoznawalnych przedstawicieli muzyki house. Ma wiele produkcji i remiksów na swoim koncie.

## Dyskografia

### Albumy
- Do You Want More? (2005)
- Star Quality (2008)
- Closer To the Sun (2009)

### Minialbumy
| - Another State of Mind EP Volume 1 (1996) - Mad Music EP Vol. 1 (1997) - The Prime Time EP (1997) - Step into My Grooves Vol. 1 (1998) - Crazy Mother EP Vol. 1 (1999) - Robbie Rivera Tools Vol. 1(1999) - The Beat Bandit EP (1999) - Crazy Mother EP Vol. 2 (1999) - Crazy Mother EP Vol. 3 (1999) - Essential Grooves Part 1 (1999) |  | - The Secret Agent Adventures Part One (2000) - The Secret Agent Adventures Part Two (2000) - Heavy Soul Part 1 (2001) - Robbie Rivera EP Part One (2001) - Rough Ride EP (2001) - Funktown EP (2004) - Miami EP (2005) - Miami EP Vol. 2 (2005) - Robbie Rivera Tools Vol. 2 (2005) |